# NGC 6572
NGC 6572 هي مجرة تتبع كوكبة الحواء. اكتشفها فريدريك جورج ويهيلم فون ستروف في 1825.

## روابط خارجية
- NGC 6572 على موقع ويكي سكاي: DSS2, SDSS, GALEX, IRAS, Hydrogen α, X-Ray, Astrophoto, Sky Map, Articles and images